# Глебов, Иван Александрович (полковник)
Ива́н Алекса́ндрович Гле́бов (1885 — не ранее 1938) — полковник 5-го гусарского Александрийского полка, участник Белого движения на Юге России.

## Биография
Из дворян Орловской губернии. Среднее образование получил в Таганрогской гимназии, где окончил курс.
В 1908 году окончил Николаевское кавалерийское училище, откуда выпущен был корнетом в 5-й гусарский Александрийский полк. Произведен в поручики 10 сентября 1912 года.
В Первую мировую войну вступил в рядах александрийских гусар. Произведен в штабс-ротмистры 5 февраля 1915 года «за отличия в делах против неприятеля». За боевые отличия был награжден всеми орденами до ордена Св. Владимира 4-й степени включительно. Произведен в ротмистры 10 января 1916 года, в подполковники — 3 июля 1917 года. Был награждён Георгиевским крестом 4-й степени с лавровой веткой
За то, что в период боев с 20 августа по 3 сентября 1917 года, он лично руководил всеми боевыми действиями эскадрона, всюду находился на линии передовых цепей и дозоров, разделяя опасности и трудности каждого отдельного бойца. 20 августа 1917 года, когда эскадрон был послан для поддержки пехоты, которая под влиянием сильного огня тяжелой артиллерии начала в беспорядке покидать позиции у госп. дв. Амалиенгоф, д. Саурет и лес, что западнее д. Бун, он, видя бесполезность просьбы и слов, спешил 3-й эскадрон, рассыпал в цепи и, став во главе цепей, своим наступлением увлек за собой отходившие в беспорядке и без управления роты, чем дал время и возможность частям подходившей 4-й Сибирской стр. дивизии занять линию фронта и полностью восстановить боевое положение. 30 августа 1917 года, командуя отрядом при наступлении на укрепленную линию Возес-Скоуль, под сильным ружейным и пулеметным огнем, лично вел цепи спешенных эскадронов, руководил огнем артиллерии, своим мужеством и хладнокровием способствуя продвижению цепей, чем дал возможность пехоте занять линию Месаркс — К. госп. дв. Энгельгарсгоф.
Позднее в 1917 году был назначен помощником командира Крымского конного полка, в декабре 1917 — командир 2-го Крымско-татарского полка. В январе 1918 года участвовал в боях в Крыму, затем — в Татарском полку до 22 июня 1918 года.
В 1918 году вступил в Добровольческую армию. С 8 декабря 1918 года был назначен командиром эскадрона 5-го гусарского Александрийского полка, входившего сперва в Запасный кавалерийский полк, а затем в Перекопский отряд Крымско-Азовской армии. Весной 1919 года Александрийский эскадрон был перекинут на Северный Кавказ, где Глебову удалось развернуть полк 6-эскадронного состава, и с 3 мая 1919 года он был назначен командиром возрожденного Александрийского гусарского полка, в каковой должности оставался до октября 1919 года. Был переименован в полковники. В Русской армии был командиром 1-го, а затем 2-го кавалерийского полка. Был дважды ранен. Эвакуировался из Крыма на корабле «Аю-Даг». Галлиполиец.
В эмиграции в Югославии. Был командиром 3-го кавалерийского полка, состоял членом Общества галлиполийцев. В 1938 году — руководитель Высших военно-научных курсов в Мариборе. Дальнейшая судьба неизвестна. Был женат, имел сына.

## Награды
- Орден Святого Станислава 2-й ст. с мечами (ВП 27.02.1915)
- Орден Святой Анны 3-й ст. с мечами и бантом (ВП 4.03.1915)
- Орден Святой Анны 4-й ст. с надписью «за храбрость» (ВП 8.03.1915)
- Орден Святого Владимира 4-й ст. с мечами и бантом (ВП 25.10.1916)
- Орден Святой Анны 2-й ст. с мечами (ВП 25.10.1916)
- Георгиевский крест 4-й ст. с лавровой веткой (№ 982357)
- Орден Святителя Николая Чудотворца (Приказ Главнокомандующего № 77, 3 марта 1921)